# Antonio Arrivabene
Antonio Arrivabene (Correggioli, 4 aprile 1801 – Mantova, 18 maggio 1877) è stato un politico italiano.

## Biografia
Dopo l'unione di parte della provincia di Mantova al regno d'Italia nel 1866, eletto a deputato dei collegi di Mantova e di Ostiglia, Arrivabene optò per Mantova.